# Peter Oppegard
Peter Allen Oppegard (ur. 23 sierpnia 1959 w Knoxville) – amerykański łyżwiarz figurowy, brązowy medalista olimpijski z Jill Watson (pary sportowe) z Calgary 1988, trzykrotny mistrz Stanów Zjednoczonych.

## Kariera
Peter Oppegard urodził się w stanie Tennessee. Początkowo startował w parze z Vicki Heasley, a w 1985 roku rozpoczął starty z Jill Watson, z którą odnosił największe sukcesy w karierze sportowej: trzykrotne mistrzostwo (1985, 1987, 1988) oraz wicemistrzostwo Stanów Zjednoczonych (1986), brązowy medal mistrzostw świata 1987 w amerykańskim Cincinnati, a także triumfowała w Fujifilm Trophy 1987 oraz w Skate America 1985.
W 1988 roku na zimowych igrzyskach olimpijskich 1988 w konkurencji par sportowych, w których wraz z Jill Watson zdobyła brązowy medal, podczas ich jazdy, a konkretnie wykonania górnego podnoszenia po drugiej stronie lodowiska, fotograf upuścił torbę na lód, po czym bileter wszedł na lód, aby ją podnieść.
Następnie przez krótki czas startował z Cindy Landry, po czym zakończył karierę sportową.

## Osiągnięcia

### z Peterem Oppegardem
| Zawody                           | 84–85          | 85–86          | 86–87          | 87–88          |
| Międzynarodowe                   | Międzynarodowe | Międzynarodowe | Międzynarodowe | Międzynarodowe |
| -------------------------------- | -------------- | -------------- | -------------- | -------------- |
| Igrzyska olimpijskie             |                |                |                | 3              |
| Mistrzostwa świata               | 4              | 6              | 3              | 6              |
| Fujifilm Trophy                  |                |                |                | 1              |
| NHK Trophy                       |                |                | 2              |                |
| Skate America                    |                | 1              |                |                |
| Krajowe                          |                |                |                |                |
| Mistrzostwa Stanów Zjednoczonych | 1              | 3              | 1              | 1              |

## Wyróżnienia
- Choreograf Roku
- Trener Roku
- Członkini Amerykańska Galeria Sławy Łyżwiarstwa Figurowego: 2004 (z Jill Watson)[3]

## Kariera trenerska
Peter Oppegard po zakończeniu kariery sportowej rozpoczął karierę trenerską. Jego zawodnicy zdobyli 10 mistrzostw Stanów Zjednoczonych w jeździe indywidualnej i parach sportowych. Stowarzyszenie Profesjonalnych Łyżwiarzy oraz U.S. Figure Skating (Amerykański Związek Łyżwiarstwa Figurowego) przyznały mu tytuł „Choreografa Roku” i „Trenera Roku”. Do 2018 roku trenował w klubie East West Ice Palace w południowej Kalifornii.
5 października 2010 roku został trenerem koreańskiej mistrzyni olimpijskiej, Kim Yu-ny.

## Życie prywatne
Peter Oppegard jest żonaty z łyżwiarką Karen Kwan (ur. 1978), siostrą mistrzyni świata, Michelle Kwan, z którą ma dwie córki: Olivię Colett i Sophię. Od 2021 roku są w separacji.

### Dochodzenie
W lutym 2021 roku dziennik USA Today poinformował, że od lipca 2020 roku przeciwko Oppegardowi prowadzone było dochodzenie pod zarzutem przemocy fizycznej wobec zawodników, gdy był trenerem East West Ice Palace (konretnie obrzucanie kawą i gorącą wodą). Jedna z jego zawodniczek, Jessica Pfund twierdziła, że Oppegard ugryzł ją w prawe ramię podczas sesji treningowej w 2013 roku, kiedy ona miała 15 lat.